# Кристофферсен, Кристиан
Кристиан Кристофферсен (дат. Kristian Kristoffersen; род. 12 июня 1988) — гренландский биатлонист. Выступает за биатлонный клуб «Нуук». Тренер — Ронни Адольфссон.

## Карьера
На международных соревнованиях дебютировал на этапе Кубка Европы в австрийском Обертиллиахе, где среди юниоров стал 56-м в индивидуальной гонке и 51-м в спринте. Лучшим результатом среди юниоров является 32-е место в спринте в норвежском Гейло в сезоне 2007/2008. Среди взрослых начал выступать с сезона 2008/2009. Наивысшее достижение — 63-е место, показанное в спринте в норвежском Бейтостолене в сезоне 2010/2011.
В Кубке мира провёл одну гонку — спринт в 2010 году в Рупольдинге, в котором финишировал 127-м. Принял участие в двух чемпионатах мира в 2011 и 2012 годах. Лучший результат — 106-е место в индивидуальной гонке в Ханты-Мансийске.
Многократный чемпион Гренландии в лыжных гонках по пересеченной местности. Двукратный чемпион Арктических зимних игр 2002 года в лыжных гонках: на 3 км классическим стилем и в эстафете 3х3 км.

### Юниорские достижения
| Год  | Место проведения | Инд | Спр | Прс | Эст |
| 2006 | ЧМ Преск-Айл     | 51  | 51  | 50  | —   |
| 2006 | ЧЕ Лангдорф      | 74  | 64  | —   | —   |
| 2007 | ЧЕ Банско        | 45  | 38  | DNS | —   |
| 2008 | ЧМ Рупольдинг    | 65  | 63  | —   | —   |
| 2008 | ЧЕ Нове-Место    | 33  | 59  | 42  | —   |
| 2009 | ЧМ Кэнмор        | 64  | 65  | —   | —   |

### Взрослые достижения
| Год  | Место проведения  | Инд | Спр | Прс | Эст |
| 2009 | ЧМ Пхёнчхан       | 106 | 108 | —   | —   |
| 2010 | ЧЕ Отепя          | DNF | 61  | —   | —   |
| 2011 | ЧМ Ханты-Мансийск | 111 | 120 | —   | —   |